# Нудиралиев, Заур Исмаил оглы
Заур Исмаил оглы Нудиралиев (азерб. Zaur İsmayıl oğlu Nudirəliyev; 1 сентября 1978, Баку — 4 октября 2020, Джебраильский район) — азербайджанский военный лётчик, полковник Военно-воздушных сил Азербайджана, начальник штаба, а позднее командир 1-й авиационной эскадрильи, участник Второй Карабахской войны, Герой Отечественной войны (2020).

## Биография

### Юность. Годы учёбы
Заур Исмаил оглы Нудиралиев родился 1 сентября 1978 года в городе Баку, столице Азербайджанской ССР. В 1985 году поступил в среднюю школу № 192 посёлка Забрат Сабунчинского района, где проучился до 1992 года. С 1992 по 1995 год продолжил образование в Военном лицее имени Джамшида Нахичеванского.
В 1995 году Заур Нудиралиев поступил в Турецкую высшую военно-воздушную академию и окончил её в 2000 году по специальности «Авиация».

### Военная служба
С февраля 2000 года по июль 2004 года Заур Нудиралиев был лётчиком звена 3-й авиационной эскадрильи, а с июля 2004 года по декабрь 2004 года служил старшим лётчиком звена 3-й авиационной эскадрильи. С декабря 2004 года по март 2007 года Нудиралиев — старший лётчик звена 1-й авиационной эскадрильи, а с марта 2007 года по декабрь 2009 года — старший лётчик звена 1-й авиационной эскадрильи. С декабря 2009 года по май 2011 года занимал должность заместителя командира и штурмана 1-й авиационной эскадрильи.
С мая 2011 года по ноябрь 2013 года Заур Нудиралиев был начальником штаба 1-й авиационной эскадрильи, а с ноября 2013 года по август 2015 года был командиром 1-й авиационной эскадрильи. С августа 2015 года Заур Нудиралиев занимал должность заместителя командира по лётной подготовке и начальника отдела планирования полётов в одной из авиационных частей Азербайджана.
Заур Нудиралиев многократно принимал участие в совместных военных учениях с ВВС многих стран, в основном с ВВС Турции, освоил все боевые возможности штурмовиков Су-25, умел сбрасывать бомбы без прицела с больших высот путём математических выкладок.

### Вторая Карабахская война. Гибель
Будучи военным лётчиком, Заур Нудиралиев на штурмовике Су-25 принимал участие во Второй Карабахской войне. Участвовал в боевых действиях за установление контроля над Джебраильским районом, а также на Агдамском и Физулинском направлениях.
По словам участника боевых действий майора Джавида Фараджева, в ходе конфликта полковник Заур Нудиралиев применил новый метод высокоточного бомбометания с штурмовика Су-25 с большой высоты, а также обучил этому приёму других летчиков. Нудиралиев также выполнил первые пуски бомб с лазерным наведением с Су-25, благодаря чему ВВС Азербайджана получили огромное преимущество в боях.

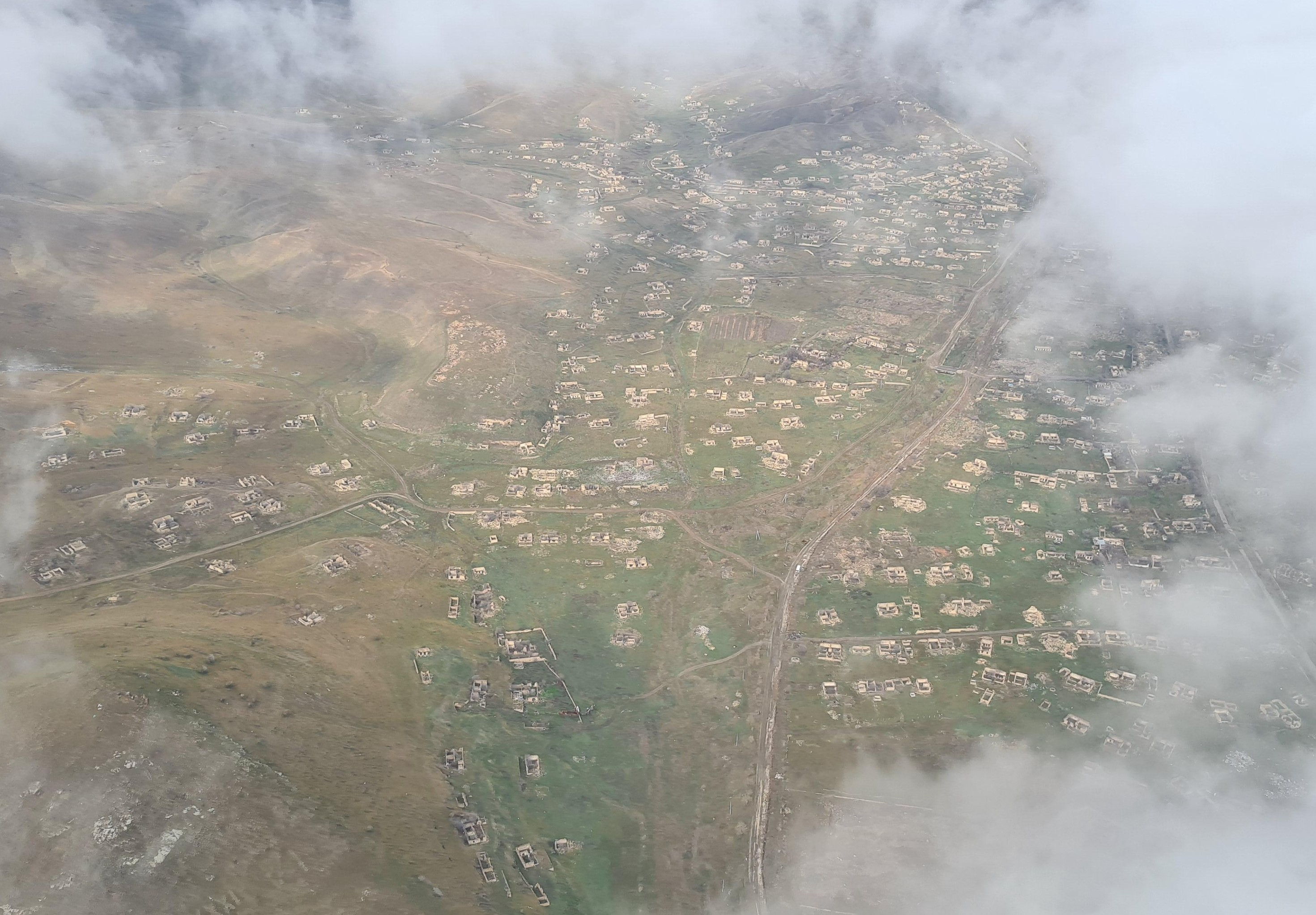
Вид с воздуха на руины города Джебраил, в направлении которого 4 октября 2020 года погиб Заур Нудиралиев

Полковник Заур Нудиралиев погиб 4 октября 2020 года в направлении города Джебраил. По словам подполковника Эльчина Мамедова в этот день штурмовик Су-25 Заура Нудиралиева приблизился к намеченной цели в направлении Джебраила для выполнения поставленной боевой задачи. В этот момент на центральный командный пункт поступила информация о том, что средства противовоздушной обороны противника приведены в действие, тогда как в этом районе, по данным разведки, не должно было быть средств ПВО противника. Из-за высокой вероятности того, что Су-25 Нудиралиева может быть сбит, ему тут же приказали вернуться. Нудиралиев нанёс удар по намеченной цели, но на обратном пути связь с ним была утеряна. Согласно Мамедову, Су-25 Заура Нудиралиева был сбит средствами ПВО противника, но, чтобы не попасть в плен, Нудиралиев не стал катапультироваться. Несмотря на тяжелое ранение, он направил падающий самолет на позиции противника, уничтожив живую силу и бронетехнику, сам же погиб.
Похоронен на II Аллее почётного захоронения в Баку.

## Личная жизнь
- Жена — Назиля Нудиралиева[4];
  - Сын — Омар Нудиралиев[4];
  - Дочь — Пери Нудиралиева[6].

## Награды
За годы военной службы Заур Нудиралиев был награждён медалями «За безупречную службу» всех степеней, медалями «За отличие в военной службе» 2-й и 3-й степеней, а также юбилейными медалями по случаю 10-летия, 90-летия, 95-летия Вооружённых сил Азербайджанской Республики и 100-летия азербайджанской армии.
9 декабря 2020 года распоряжением президента Азербайджана Ильхама Алиева полковнику Зауру Исмаил оглы Нудиралиеву «за особые заслуги в восстановлении территориальной целостности Азербайджанской Республики и образцы героизма, проявленные при выполнении боевого задания по уничтожению врага во время освобождения оккупированных территорий, а также за отвагу и мужество при выполнении обязанностей военной службы» было присвоено звание Герой Отечественной войны (посмертно).
15 декабря 2020 года распоряжением президента Азербайджана Ильхама Алиева полковник Заур Исмаил оглы Нудиралиев «за выполнение с честью своих обязанностей при исполнении задач, поставленных перед войсковой частью, во время участия в боевых действиях по обеспечению территориальной целостности Азербайджанской Республики» был награждён медалью «За Родину» (посмертно).
25 декабря 2020 года распоряжением президента Азербайджанской Республики Ильхама Алиева полковник Заур Исмаил оглы Нудиралиев «за личную доблесть и отвагу, продемонстрированную при участии в боевых операциях за освобождение от оккупации Физулинского района Азербайджанской Республики» был награждён медалью «За освобождение Физули» (посмертно).